# سان مينجينج
سان مينجينج (بالصينية: 孙梦颖) مواليد 11 أبريل 1990، هي لاعبة كرة يد صينية تلعب كظهير أيمن. مثلت منتخب الصين لكرة اليد للسيدات.

## سجل المنافسة
شاركت في البطولات التالية:
- بطولة العالم لكرة اليد للسيدات 2015